# Брандон (Флорида)
Брандон (англ. Brandon) — переписна місцевість (CDP) в США, в окрузі Гіллсборо штату Флорида. Населення — 114 626 осіб (2020).

## Географія
Брандон розташований за координатами 27°56′10″ пн. ш. 82°17′57″ зх. д. / 27.93611° пн. ш. 82.29917° зх. д. (27.935985, -82.299255).  За даними Бюро перепису населення США в 2010 році переписна місцевість мала площу 90,64 км², з яких 85,73 км² — суходіл та 4,91 км² — водойми.

## Демографія
Згідно з переписом 2010 року, у переписній місцевості мешкали 103 483 особи в 39 857 домогосподарствах у складі 26 443 родин. Густота населення становила 1142 особи/км².  Було 43352 помешкання (478/км²).
Расовий склад населення:
| - 72,0 % — білих - 16,1 % — чорних або афроамериканців - 3,5 % — азіатів - 0,4 % — корінних американців - 0,1 % — вихідців з тихоокеанських островів - 4,4 % — осіб інших рас |

До двох чи більше рас належало 3,5 %. Частка іспаномовних становила 21,0 % від усіх жителів.
За віковим діапазоном населення розподілялося таким чином: 23,3 % — особи молодші 18 років, 67,3 % — особи у віці 18—64 років, 9,4 % — особи у віці 65 років та старші. Медіана віку мешканця становила 34,6 року. На 100 осіб жіночої статі у переписній місцевості припадало 95,2 чоловіків;  на 100 жінок у віці від 18 років та старших — 92,7 чоловіків також старших 18 років.
Середній дохід на одне домашнє господарство  становив 67 960 доларів США (медіана — 56 464), а середній дохід на одну сім'ю — 74 887 доларів (медіана — 64 081). Медіана доходів становила 44 244 долари для чоловіків та 38 646 доларів для жінок. За межею бідності перебувало 11,4 % осіб, у тому числі 16,7 % дітей у віці до 18 років та 7,3 % осіб у віці 65 років та старших.
Цивільне працевлаштоване населення становило 54 326 осіб. Основні галузі зайнятості: освіта, охорона здоров'я та соціальна допомога — 20,5 %, фінанси, страхування та нерухомість — 14,4 %, науковці, спеціалісти, менеджери — 12,4 %, роздрібна торгівля — 12,3 %.